# Cerkiew św. Michała Archanioła w Tarnawce
Cerkiew św. Michała Archanioła w Tarnawce – dawna cerkiew greckokatolicka należąca do dekanatu Leżajsk, wzniesiona w latach 1934–1939 w Tarnawce.
Po 1946 cerkiew przejęta i użytkowana jako rzymskokatolicki kościół parafialny parafii w Tarnawce.

## Opis
Cerkiew została wzniesiona przez parafię grekokatolicką w latach 1934–1939 według projektu architekta Jewhena Nahirnego z roku 1929. Ukończona po 1945 przez parafię rzymskokatolicką (erygowaną w 1946), po przesiedleniu większości ludności ukraińskiej zamieszkującej wówczas wieś na ziemie północnej Polski. Wcześniejsza cerkiew w Tarnawce była budowlą drewnianą, powstałą w 1860. Usytuowana w stosunku do obecnej po drugiej stronie drogi, została w latach 60. XX w. opuszczona i spłonęła w 1963. Cerkiew należy do grupy świątyń grekokatolickich wzniesionych w duchu ukraińskiego stylu narodowego, odzwierciedla cechy charakterystyczne tego stylu. Budynek o charakterystycznym krzyżowo-kopułowym układzie jest obiektem stylowo prostym, o  symetrycznej bryle i skromnej dekoracji architektonicznej. 
Obok dzwonnica usytuowana przy południowo wschodnim narożniku cerkwi, w typie parawanowym, murowana, tynkowana. Trójarkadowa, przy czym środkowa arkada wyższa, w każdej arkadzie zawieszony dzwon. Szczyt trójkątny, zwieńczony metalowym krzyżem, jednorodna stylowo z budynkiem cerkwi.